# Iulian Mihăescu
Iulian Mihăescu (n. 11 septembrie 1962, Ulmi, România) este un antrenor de fotbal și fost jucător. În prezent, este antrenor secund la Dinamo București.
Ca jucător, Iulian Mihăescu a câștigat în tricoul lui Dinamo București două titluri de campion al României (1990 și 1992), Cupa României (1986 și 1990), fiind titular în echipa antrenată de Mircea Lucescu, care a jucat o semifinală de Cupa Cupelor în 1990 (1-2 și 0-1 cu Anderlecht) și s-a calificat, un an mai devreme, în sferturile de finală ale aceleiași competiții europene (1-1 și 0-0 cu Sampdoria).
Ca antrenor secund al echipei Dinamo București, Iulian Mihăescu a câștigat titlul de campion (2004), Cupa României (2003, 2004, 2005), Supercupa României (2005), pregătind de-a lungul timpului echipa secundă a clubului, Dinamo II București, CFR Cluj, Unirea Urziceni, FC Drobeta-Turnu Severin și Poiana Câmpina în România, Al-Ettifaq, Al-Ahli și CSKA Sofia în străinătate.